# Mantenimiento legal
Se denomina mantenimiento legal, al tipo de mantenimiento preventivo, obligatorio según las legislaciones sobre seguridad de equipos e instalaciones industriales, que deben realizarse de forma periódica por parte de las empresas o del personal autorizado de la empresa propietaria de las instalaciones o equipos.
El mantenimiento legal  es una actividad  sujeta a normas  en el desarrollo de sus obligaciones que  aplican las disposiciones de los reglamentos de seguridad y sus Instrucciones Técnicas Complementarias en los Planes de Mantenimiento.  El control lo ejerce la Administración, con el siguiente objetivo: El factor de riesgo derivado de las instalaciones consideradas obliga a elevar la diligencia y las precauciones para evitar la producción del daño a las personas, a las cosas y al medio ambiente.

## Protocolos de mantenimiento legal
Cada equipo o instalación que requiere mantenimiento legal consta de un protocolo que indica la periodicidad de las revisiones  y  los elementos que deben ser revisados o sustituidos periódicamente. Al final de cada revisión debe extenderse un certificado donde se indique el nombre de la empresa que ha realizado la inspección, y el resultado de la misma.